# Culicoides hokkaidoensis
Culicoides hokkaidoensis är en tvåvingeart som beskrevs av Kitaoka 1984. Culicoides hokkaidoensis ingår i släktet Culicoides och familjen svidknott. Inga underarter finns listade i Catalogue of Life.